# Сальський Володимир Петрович
Володи́мир Петро́вич Са́льський  (4 липня 1885, Острог — 5 жовтня 1940, Варшава) — український військовий діяч. Полковник генштабу, працював у відділі генерала Юнаківа (1918 р.), командував Запорізькою групою у Кам'янець-Подільській операції УНР (1919 р.), згодом генерал-хорунжий Армії УНР.
Відповідно до українського законодавства є борцем за незалежність України у XX столітті.

## Життєпис
Народився в м. Острозі на Волині у дворянській родині.

В часі служби в РІА

Склав іспит за 6 класів при Острозькій гімназії, закінчив Віленське військове училище (1906), Миколаївську академію Генерального штабу (1912). Закінчив за 1-м розрядом, був 1-м у випуску, нагороджений малою срібною медаллю із занесенням на мармурову дошку академії. Одночасно з ним академію закінчували майбутні українські генерали Микола Капустянський і Віктор Кущ. Після навчання випущений підпоручником до 126-го піхотного Рильського полку (Острог). Офіцер 126-го піхотного Рильського полку, командир роти 132-го піхотного Бендерського полку у Києві, начальник штабу піхотної дивізії. Учасник Першої світової війни. З липня 1914 — старший ад'ютант штабу 70-ї піхотної дивізії. З вересня 1915 — капітан; з травня 1916 — в. о. помічника старшого ад'ютанта оперативного відділу штабу 12-ї армії. З лютого 1917 — старший ад'ютант оперативного відділу генерал-квартирмейстерства штабу 12-ї армії. У квітні 1917 — підполковник російської армії. У 1917 — старший ад'ютант 12-ї російської армії у Прибалтиці. За Першу світову війну був нагороджений Георгіївською зброєю (1915) та всіма орденами до Святого Володимира IV ступеня (з мечами та бантом) включно, також французьким орденом Почесного Легіону.
З листопада 1917 включився в антибільшовицьку боротьбу, начальник штабу 1-ї Сердюцької дивізії військ Центральної Ради. Учасник українізації російських частин Північного фронту (1917). Наприкінці 1917 — начальник штабу командувача протибільшовицьких сил на Лівобережній Україні полковника Ю. Капкана. У січні 1918 р. — начальник штабу отамана Михайла Ковенка — українських військ столиці 1918 року в боях з російськими частинами Муравйова.
З 10 березня 1918 — у комісії з формування української армії. За Гетьманату — начальник штабу 1-ї Сердюцької дивізії, член Комісії з організації військових шкіл та академій в Україні — з 22 червня — 1-й помічник начальника відділу піших шкіл Головної шкільної управи Військового міністерства Української Держави.
У червні 1919 року очолив легендарну Запорізьку дивізію, змінивши на цій посаді полковника Петра Болбочана. Згодом Сальський був одним з тих, хто багато зробив для порятунку полковника від розстрілу.
В армії УНР: начальник штабу коменданта Києва, начальник навчального відділу Головної Шкільної управи Генерального штабу, від початку 1919 року — її голова — з кінця січня. З травня 1919 року — командувач Запорізької групи Армії УНР. З 23 вересня 1919 року — командувач Армії УНР, замінив невинного в поразках від гнітючої більшості білогвардійських військ Василя Тютюнника з листопада 1919 — Міністр військових справ УНР в уряді Б. Мартоса (займав цю посаду до 1940 р.), генерал-хорунжий.

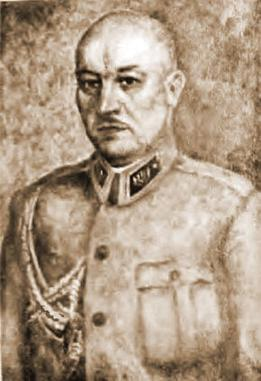
З видання «За державність», Варшава, портрет написано до 1937 року

12 листопада 1919 року, під час спільної наради урядів УНР та ЗУНР в Кам'янці-Подільському, погасив гарячу дискусію фразою: 
| Війна для нас скінчена. Поконала нас не мілітарна сила ворогів, а тиф. Наддніпрянська армія не має заспокоєних навіть елементарних вимог, вона опору ставити не може. Галицька армія в такім самім стані. Вона в більшості вже окружена.[4] |
З 11 вересня 1920 року — у відставці.
5.10.1920 — підвищений до звання генерал-хорунжий.
Наприкінці 1920 — інтернований у польському таборі в Каліші. Згодом оселився у Варшаві.
Активний учасник громадсько-політичного життя української діаспори. З 1924 року до дня смерті — військовий міністр УНР в екзилі. Член Українського Центрального Комітету у Варшаві, Вищої Військової Ради, Об'єднання вояків армії УНР, управи Української станиці, працював співробітником військового-наукового та літературного журналу — «Табор». Автор спогадів, статей з історії Визвольних воєн 1917—1921 років.
Був одним з найбільш послідовних прихильників Симона Петлюри, а після його смерті — головним військовим радником Андрія Лівицького. Ініціатор відновлення «Січі» у Галичині. Виїжджав 1926 року до Парижа на судовий процес убивства С. Петлюри. У березні 1930, під час процесу Спілки визволення України у Харкові, підготував заяву-протест зборів українських емігрантів у Варшаві.
Помер 5 жовтня 1940 року, похований у Варшаві на цвинтарі «Воля».

## Родина
В Армії УНР служив рідний брат Володимира Сальського — хорунжий Олександр Сальський (поручник — посмертно), який брав участь у Другому зимовому поході, потрапив до полону в бою під Малими Міньками та був розстріляний під Базаром. Кавалер Хреста Симона Петлюри.
Син Сальського Юрій (1915 року народження) закінчив польську льотну школу в Дембліні (1939). У 1939—45 як льотчик польських ВПС брав участь у боях проти німців у Польщі, Франції, Великій Британії. З 1951 року жив у Канаді. У 1953-80 роках — радник із військово-повітряних та військово-космічних питань Військового міністерства Канади; автор численних праць з теорії та практики військової авіації, балістики, космічних операцій.
25 лютого 1964 р. нагороджений Воєнним хрестом.

## Вшанування пам'яті
- Провулок Володимира Сальського у місті Первомайськ Миколаївської області.
- У Києві є вулиця Володимира Сальського
- Постановою № 184-VIII Верховної Ради України від 11 лютого 2015 року 130 років із дня народження відзначалося на державному рівні.[6][7]